# Clementwijk
De Clementwijk is een wijk gelegen in de stad Sint-Niklaas in de provincie Oost-Vlaanderen. De zuidgrens van de wijk wordt gevormd door de Heistraat, een verbindsweg tussen de N403 en de N451. De westgrens wordt gevormd door de Mechelen-Terneuzenwegel, deel van fietssnelweg F411 (Sint-Niklaas - Hulst). De noordgrens van de wijk wordt gevormd door de Spieveldstraat hoewel er nu nog steeds open ruimte is tussen deze straat en het Stockholmplein. Er zijn echter plannen om deze open ruimte te bebouwen. De oostgrens wordt gevormd door de Lepelhoekstraat en de Bekelstraat. De wijk is een dichtbebouwd gebied met hoofdzakelijk woningen, alsook enkele handelspanden.
Deelgemeenten: Belsele · Nieuwkerken-Waas · Sinaai · Sint-Niklaas

Overige plaatsen en wijken: Baenslandwijk · Clementwijk · Dillaertwijk · Driegaaien · Driekoningenwijk · Drielinden · Duizend Appels · Eindeken · Elisabethwijk · Fabiolawijk · Godschalk · Hertjen · Hoogkameren · Kettermuit · Kletterbos · Krekel · Molenwijk · Ossenhoek · Patotterij · Populierenwijk · Priesteragiewijk · Puivelde · Stationswijk · Ster · Tereken · Valk · Vlijminckshoek · Vossekot · Vosselwijk · Watermolenwijk · Westakkers · Wijnveld · Zwaanaarde

Belgische gemeenten · Arrondissement Sint-Niklaas · Oost-Vlaanderen · Vlaanderen